# Nuovi ricchi
L'espressione nuovi ricchi (o il sinonimo parvenu) si riferisce ai protagonisti di quei fenomeni di mobilità sociale che portano alcune persone ad acquisire rapidamente uno status di opulenza e ricchezza materiale allontanandosi dalle ristrettezze derivanti dalla precedente appartenenza a classi sociali modeste. Caratteristica di tale categoria è l'ostentazione del nuovo status attraverso consumi orientati alla "vistosità" e alla visibilità sociale, anche attraverso l'emulazione dei costumi delle classi elevate di più antica esistenza.

## Storia
Il fenomeno sociologico è noto almeno fin dalla remota antichità della Grecia arcaica, ai secoli tra l'VIII e VII a. C., quando già si manifesta l'irritazione del ceto aristocratico nei confronti dell'appropriazione dei nuovi ricchi. Nel sesto secolo a.C. il poeta lirico e aristocratico Teognide di Megara assiste impotente alla crisi sociale della polis, alla decadenza e al crollo del proprio mondo aristocratico sotto la spinta del popolo e della borghesia, e si lamenta dell'usurpazione del potere da parte dei nuovi ricchi, ineducati ed estranei ai principi dell'aristocrazia. Una chiara enunciazione del fenomeno, e dei costumi emulativi dei nuovi ricchi, è presente in Aristotele (Retorica, II).
Nella Repubblica romana, nella polemica della nobilitas patrizia contro gli equites il termine Homo novus riassumeva connotazioni simili: esse riecheggiavano quelle con cui era esecrata la psicologia del liberto nell'antichità greca e che erano proseguite in epoca imperiale; un esempio noto di nuovo ricco, tra i liberti romani, è fornito dalla figura di Trimalcione del Satyricon di Petronio.
Nell'Alto Medioevo, l'affluenza dei "nuovi ricchi" fu inizialmente ostacolata dalla relativa stabilità della società medievale, quale conseguenza di una sua maggiore rigidità sociale: è soprattutto con il Basso Medioevo, a partire dall'XI secolo con la rinascita dell'anno Mille e l'emancipazione e la fioritura economica legata ai nuovi centri urbani, che la società medievale comincia a sperimentare la creazione di nuove ricchezze, il sorgere di nuovi ceti sociali e tensioni sociali che porteranno a rivolte popolari. Mentre si acuiscono le differenze sociali, le città medievali si affolleranno di nuove figure di potenti e di ricchi borghesi della classe mercantile, sollevatisi dal nulla grazie alla loro capacità di eccellere nei commerci o nelle nuove forme di economia. Queste nuove generazioni di borghesi tendevano a riprodurre, nelle loro città e nelle loro residenze, per spirito emulativo, il tono e lo stile di vita della aristocrazie signorili delle società curtensi.
Il fenomeno dell'ostentazione dello status attraversa tutto il Rinascimento, quando le nuove famiglie facoltose, come i Medici (le cui fortune borghesi originavano nella mercatura e nel cambio), o come i Chigi (in origine banchieri), si servirono dell'arte come strumento privato di ostentazione del potere acquisito. Le casate dei nuovi ricchi rinascimentali, con il loro desiderio di lusso e la ricerca dello splendore nelle loro dimore signorili, ebbero un ruolo fondamentale come committenti di quegli artisti e artigiani che diedero vita alla fioritura dell'Umanesimo e del Rinascimento

## Teoria della classe agiatadi Thorstein Veblen
Una notevole attenzione sociologica al fenomeno si sviluppò in tutto il Novecento. All'estremo declinare dell'Ottocento (1899) risale, infatti, la pubblicazione di La teoria della classe agiata, notissimo saggio del sociologo ed economista americano Thorstein Veblen (1857-1929), tradotto in italiano solo cinquant'anni più tardi (1949).
Veblen sviluppò il nuovo paradigma di "vistosità dei consumi" per sostenere che la proprietà privata non risponde solo a necessità di sussistenza, ma assolve anche a una funzione di ostentazione sociale: la proprietà di beni, secondo Veblen, va interpretata come un segno di distinzione e di prestigio sociale che si aggiunge alle qualità personali. Per questo l'accumulazione di beni e ricchezza non è un fatto che si realizza ed esaurisce nella sfera privata e intima ma produce un fenomeno di ostentazione in società dei beni costosi e oggetto di desiderio, i cosiddetti beni Veblen; la funzione ostentativa influenza anche le scelte estetiche e porta alla formazione di un gusto peculiare, in cui il valore estetico di un oggetto è legato strettamente al suo costo economico. L'interesse e il desiderio di acquisto si rivolge quindi ai cosiddetti beni Veblen e risulta tanto accresciuto quanto più costoso è il bene: si tratta di beni, come profumi e vini pregiati, il cui stesso prezzo li segnala come di categoria superiore; un'eventuale discesa del loro prezzo, all'inverso, ne diminuisce la desiderabilità e l'interesse all'acquisto da parte dei "nuovi ricchi", dal momento che il minor valore economico comporta la perdita della percezione di esclusività del bene.
Secondo Veblen, questa deriva consumistica, che porta a desiderare in misura più intensa i beni più costosi, è tipica, in particolare, di quelle classi di capitalisti che vivono di speculazione, senza produrre beni e lucrando sul lavoro di altri. Veblen contrappone a queste figure la classe degli industriali, dei tecnici, degli ingegneri, tutti coloro che producono beni effettivi che fanno evolvere la società. Il sociologo statunitense ritiene che questi ultimi finiranno con il prevalere, e che la classe agiata improduttiva, con il suo istinto di rapina, sia destinata a scomparire.